# جنوم وب

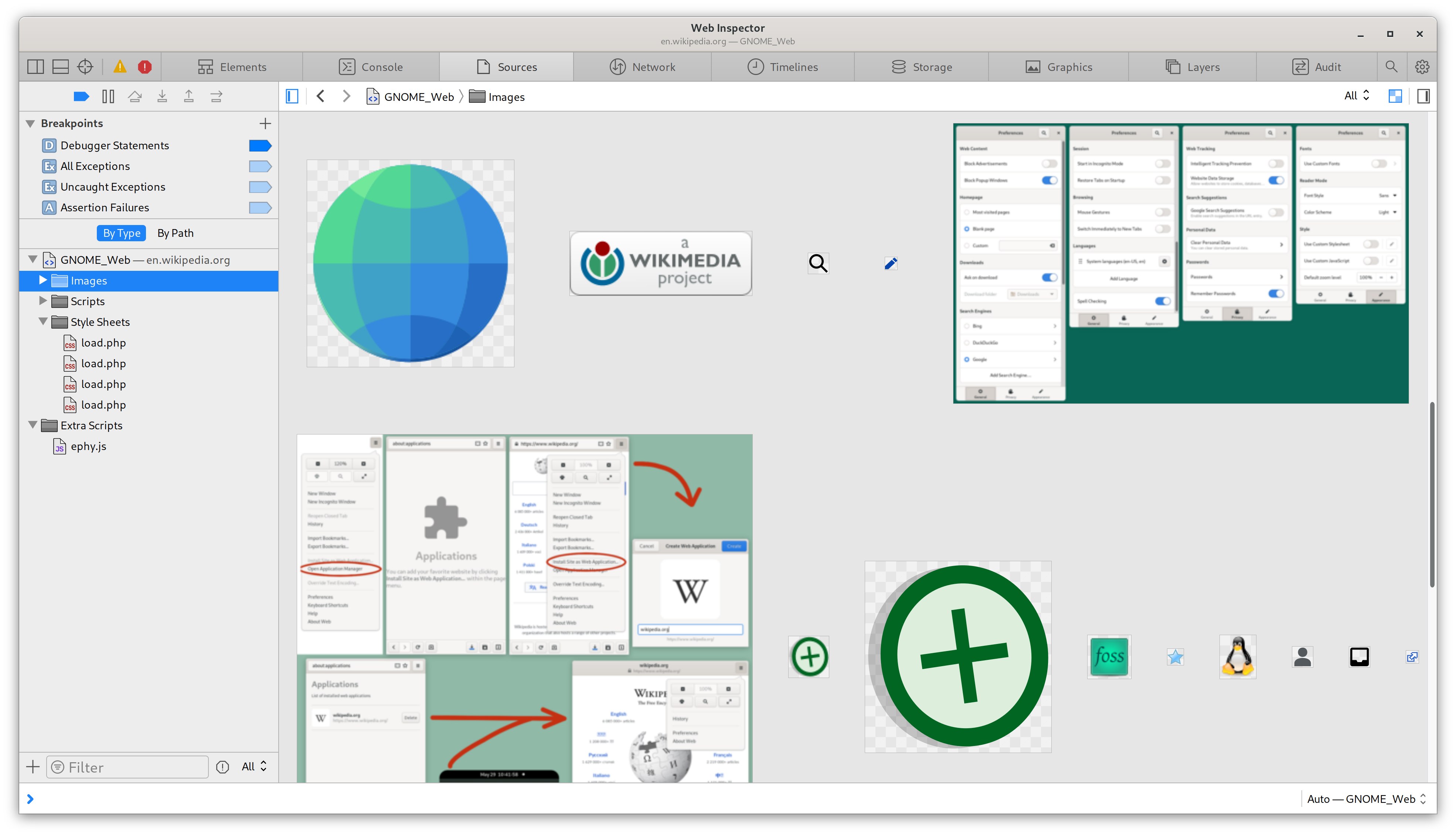
جنوم ويب

جنوم وب (بالإنجليزية: GNOME Web)‏ هو متصفح ويب مفتوح المصدر لبيئة سطح المكتب جنوم.
يهدف مصمموه إلى أن يكون مبسط وسهل الاستخدام. وهو من البرمجيات الحرة مثل بقية مشروع جنوم. البرنامج مدعم بمحرك جيكو، لذا فإن جنوم ويب يعرض مواقع الإنترنت بنفس دقة وسرعة المتصفح موزيلا فيرفكس. البرنامج مترجم لأكثر من 30 لغة. يحتوي البرنامج على نظام حماية لكلمات السر. كما يشتمل على مانع للنوافذ المنبثقة، ويرفض حفظ الكوكيز من المواقع غير الموثوقة.